# Боровское (Алтайский край)
Боровско́е — село в Алейском районе Алтайского края России. Является административным центром Боровского сельсовета, муниципального образования, в которое также входит село Серебренниково.
В конце XIX века и в начале XX века было центром Боровской волости, а в советское время, до 1929 года, центром Боровского района.

## Происхождение названия
Своё название — Боровское — село имеет со второй половины XIX века. До этого, будучи деревней, имело названия Боровая и Бахматова. Сложно определить хронологию возникновения этих топонимов, длительное время применявшихся параллельно по отношению к селу. Сегодня они продолжают жить — первое в названии села, а второе в названии озера, на берегах которого село расположено. Этимология слова «Бахматова» перекликается со словом «бахмат» тюркского происхождения (низкорослая татарская лошадь).
В Ойкономическом словаре Алтая приводится вариант происхождения названий села:

Первым жителем … был казах Бахматов, от фамилии которого и пошло название озера Бахматовского, а позже и село стало называться Бахматовским, переименованное впоследствии в село Боровское, так как «село расположено вблизи бора».

## Географическое положение и природные условия
Село Боровское, с окрестностями, расположено на слаборасчлененном Приобском плато Западно-Сибирской равнины, в лесостепной зоне, на юго-западном, южном и юго-восточном берегах озера Бахматовского, к северному и северо-западному берегам которого примыкает Барнаульский ленточный бор. В восточной части села протекает небольшая речка Курейка, запруженная искусственными плотинами, впадающая в Бахматовское озеро. Западная окраина села находится в одном километре от протоки (местное название — Перемя), соединяющей озеро Бахматовское с озером Средним. Северо-восточнее села находится зарастающее озеро Нижнее Займище, а юго-западнее — Верхнее Займище. Берёзовые колки (с примесью осины) и искусственные противоэрозионные лесополосы, чередующиеся с открытыми степными участками, составляют типичный ландшафт, прилегающих к селу территорий с юга, юго-запада, с востока, юго-востока.
Село находится в 167 км к юго-западу от города Барнаула (краевой центр), из них 125 км по автомобильной дороге федерального значения Барнаул—Рубцовск (А349) до города Алейска (районный центр и железнодорожная станция) и далее 42 км по автомобильной дороге регионального значения Алейск—Павлодар (Р371). Соседними населёнными пунктами являются: на северо-востоке — село Серебренниково (Алейский район) в 14 км, на юго-востоке — посёлок Чернышевский (Алейский район) в 13 км, на юго-западе — село Урлапово (Шипуновский район) в 12 км и на северо-западе — село Костин Лог (Мамонтовский район) в 8 км.
| С-З | Костин Лог ~ 8 км Мамонтово ~ 44 км | Ребриха ~ 78 км.  | Серебренниково ~ 14 км Барнаул ~ 167 км. Новосибирск ~ 410 км. | С-В |
| З   | Павлодар ~ 378 км.                  | Роза ветров       | Топчиха ~ 101 км Бийск ~ 323 км.                               | В   |
| Ю-З | Урлапово ~ 12 км Рубцовск ~ 214 км  | Шипуново ~ 94 км. | Чернышевский ~ 13 км. Алейск ~ 42 км                           | Ю-В |

Климат местности умеренный резко континентальный, с большой амплитудой температур: средняя температура января — −17 °C, июля — +20 °C. Континентальный умеренный воздух является преобладающим, именно он приносит морозную устойчивую погоду зимой при образующемся Азиатском антициклоне. Проникновение циклонов с запада и юго-запада, в период предзимья и в конце зимы, приносит неустойчивую погоду с ветрами, буранами, накоплением снежного покрова. В летнее время, с приходом тропического воздуха из Центральной Азии, может установиться жаркая засушливая погода. Наиболее неустойчивая погода наблюдается в переходные сезоны года: осенью (с ранними сентябрьскими заморозками, частыми осадками в виде дождя или снега, теплым «бабьим летом») и весной (с интенсивным таянием снега, с резкими колебаниями суточной температуры, дождями и ночными выхолаживаниями даже в первой декаде июня). В розе ветров преобладает юго-западное направление. Среднегодовое количество осадков находится в пределах 300—400 мм.

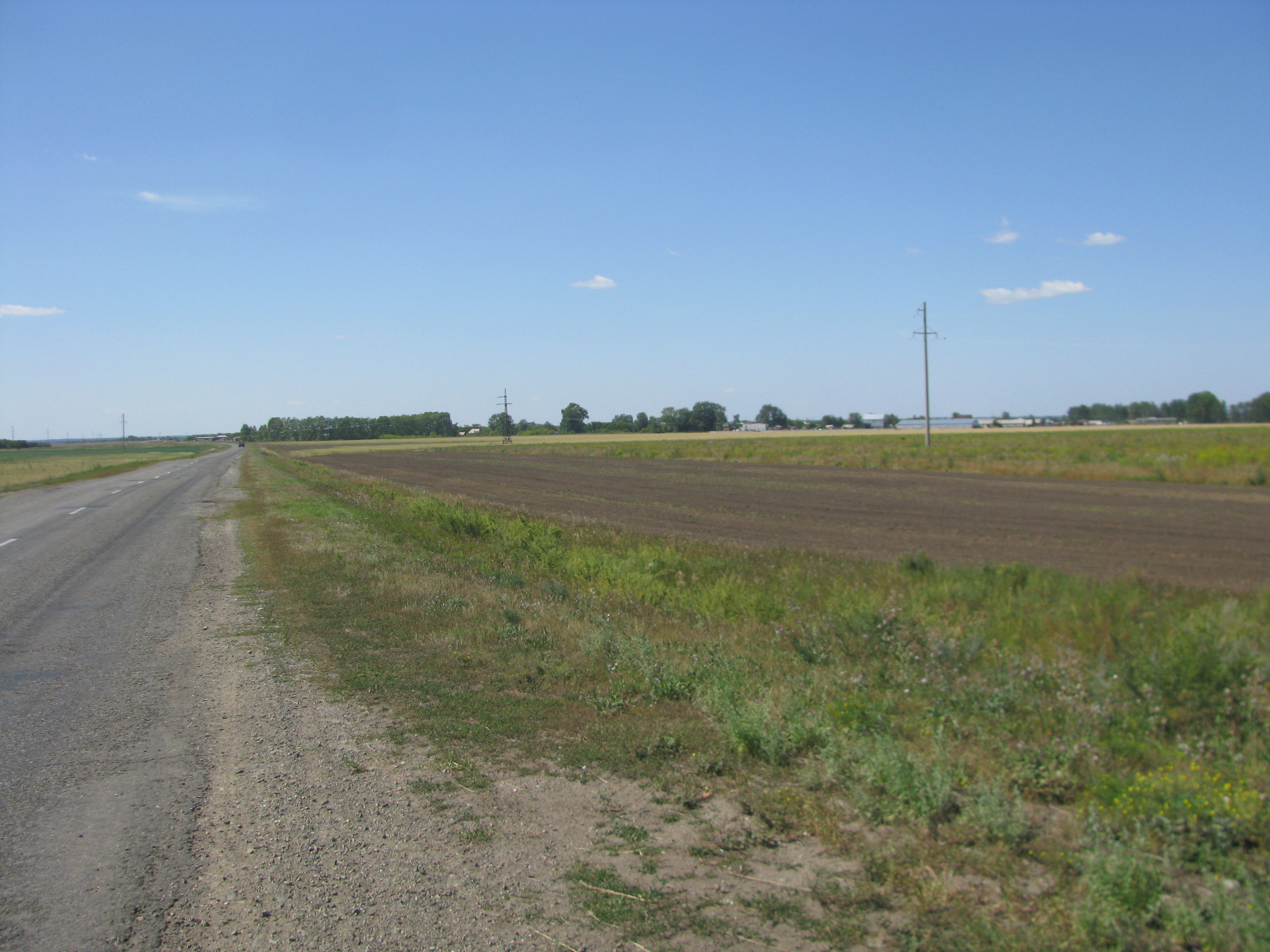
Вид на Боровское

В этих природно-климатических условиях формировались разнообразные почвы, на суглинистой материнской породе: чернозёмные, местами солонцеватые на степных пространствах, тёмно-серые лесные под берёзовыми колками и дерново-подзолистые с торфяниками в бору.
Контрастное сочетание, лесостепных ландшафтов, окультуренных человеком, с боровыми ландшафтами, давно потерявшими свою первозданность, является характерной особенностью природы окрестностей села. Сосна обыкновенная — главный вид боровой растительности, в низинных местах леса ей соседствуют берёза и осина. Ярусом ниже черемуха, боярышник, калина, крушина, красная рябина, ещё ниже — шиповник, смородина чёрная, дикая малина, костяника, папортник-орляк. Зачастую кустарники переплетены хмелем. В боровых болотах, при сезонном спаде грунтовых вод, на образующихся зыбких, относительно устойчивых участках (местное название — лабзы) произрастает камыш, осока. В степной части, в основном распаханной, между берёзово-осиновыми колками (местное название — дубровы), там, где сохранилась естественная растительность, произрастают костёр, пырей, мятлик луговой, по окраинам колков — клубника, на солонцах — ковыль и типчак.

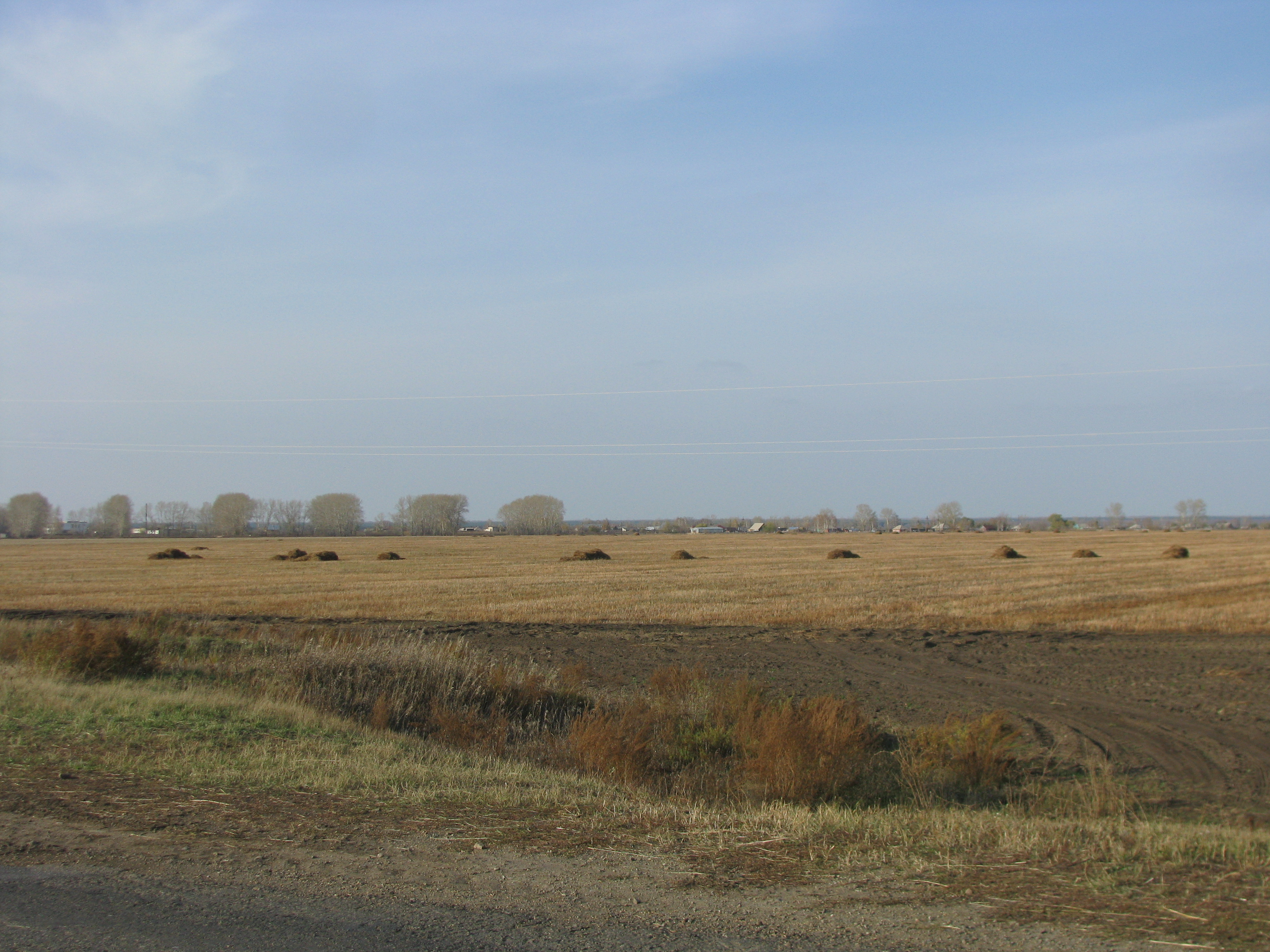
Боровская осень

Видовой состав животного мира формировался так же в условиях контраста типичной лесостепи и природного комплекса ленточного бора с пресным озером большой площади и зарастающими займищами. В бору встречаются копытные — лось и сибирская косуля. Изредка наблюдалась рысь. Заходят волк и лисица. В лесостепных окрестностях — корсак. Из грызунов характерны суслик и мышь-полёвка. По берегам водоёмов селится ондатра. Из птиц повсеместно распространены серая ворона, сорока, полевой воробей. Птицы лесных окрестностей — обыкновенная кукушка, дятел, синица. Коршун — характерный летающий хищник. Есть земноводные и пресмыкающиеся: по берегам озёр и в лесных болотах живёт остромордая лягушка, на возвышенностях в лесу и открытых безлесных участках с травянистой растительностью можно встретить прыткую ящерицу, обыкновенного ужа и обыкновенную гадюку.
Боровское, как и весь Алтайский край, находится в часовой зоне МСК+4. Смещение применяемого времени относительно UTC составляет +7:00.

## История

### Предыстория
Алтайскими археологами в окрестностях села зафиксированы древние поселения человека, относящиеся к эпохам бронзового и железного веков, то есть к III—I тысячелетиям до нашей эры. Несколько веков I-го тысячелетия до нашей эры (VII—III века) левобережье верховий Оби было восточной окраиной скифо-сарматского племенного союза.
Со II века до нашей эры до IV века нашей эры Южная Сибирь входила в состав государства хунну.
С V века, после распада государства хуннов, на Алтай два столетия распространялась власть Жужанского каганата. После победы тюркских племён в середине VI века алтайские земли были центром зарождавшегося Тюркского каганата, а затем принадлежали Западно-тюркскому каганату до начала VIII века. После разгрома Уйгурского каганата енисейскими кыргызами, весь Алтай в IX и первой половине X века оказался под властью Кыргызского каганата.
В результате растущего влияния монгольских племён и образования Монгольской империи Чингисхана в XIII веке, Алтай был вновь покорён. С распадом Монгольской империи на улусы чингизидов территория лесостепного Алтая вошла в состав Золотой Орды. С середины XV века до начала XVII века равнины Алтая находились в пределах влияния Сибирского ханства, образовавшегося после распада Золотой Орды.
В XVII веке на равнинах левобережья Оби кочевали тюркоязычные «белые калмыки» (ак-теленгиты). К началу XVIII века на всей территории нынешнего Алтайского края существовали вассальные владения Джунгарского ханства и до 1711 года не было ни одного русского поселения. Становление горнозаводского дела в предгорьях Алтая и строительство пограничных крепостей привело к расширению Сибирской губернии Российской империи на юг, притоку русских поселенцев из европейской части России и образованию ими первых населённых пунктов. 19 октября 1764 года царским указом из Сибирской губернии была выделена Тобольская губерния c Тобольской и Енисейской провинциями; в свою очередь провинции делились на уезды.

### Первые 100 лет

Карта Колыванского наместничества 1782 года

Подробная карта Барнаульского округа Томской губернии 1835 года

Село Боровское (тогда — деревня Боровая) было основано в 1765 году и согласно существовавшему на тот период административно-территориальному делению стало относиться к Тарскому уезду Тобольской провинции Тобольской же губернии. Его первыми поселенцами были Евдоким Иванович Горбунов, Иван Вавилович Попов, Алексей Иванович Чечулин, Иван Харитонович Шестаков. В годы правления Екатерины II из Тобольской губернии 20 октября 1782 года была выделена Колыванская область, преобразованная 6 марта 1783 года в Колыванскую губернию и с этого момента деревня Боровая относилась к Красноярской слободе (позднее, к выделенной Касмалинской слободе) Бийского уезда Колыванской губернии (наместничества). Во время царствования Павла I, с 12 декабря 1796 года произошла отмена предыдущих административно-территориальных делений и деревня Боровая Касмалинской волости Кузнецкого уезда стала вновь относиться к Тобольской губернии и образованной, внутри губернии, Томской области.
26 февраля (9 марта) 1804 года была образована Томская губерния. Деревня Боровая, находясь в Касмалинской волости Бийского уезда, оказалась в границах новой губернии. С 22 июля 1834 года, оставаясь в Касмалинской волости, деревня Боровая стала относиться к образованному Барнаульскому округу Томской губернии. Фактически же земли, на которых располагалась деревня, управлялись ведомством Колывано-Воскресенского горного округа (переименованного с 1834 года в Алтайский горный округ) и являлись собственностью Кабинета Его Императорского Величества, а Боровское (Боровая) было приписной деревней к алтайским заводам. Жившие здесь приписные крестьяне за пользование землёй должны были отрабатывать заводскую барщину.

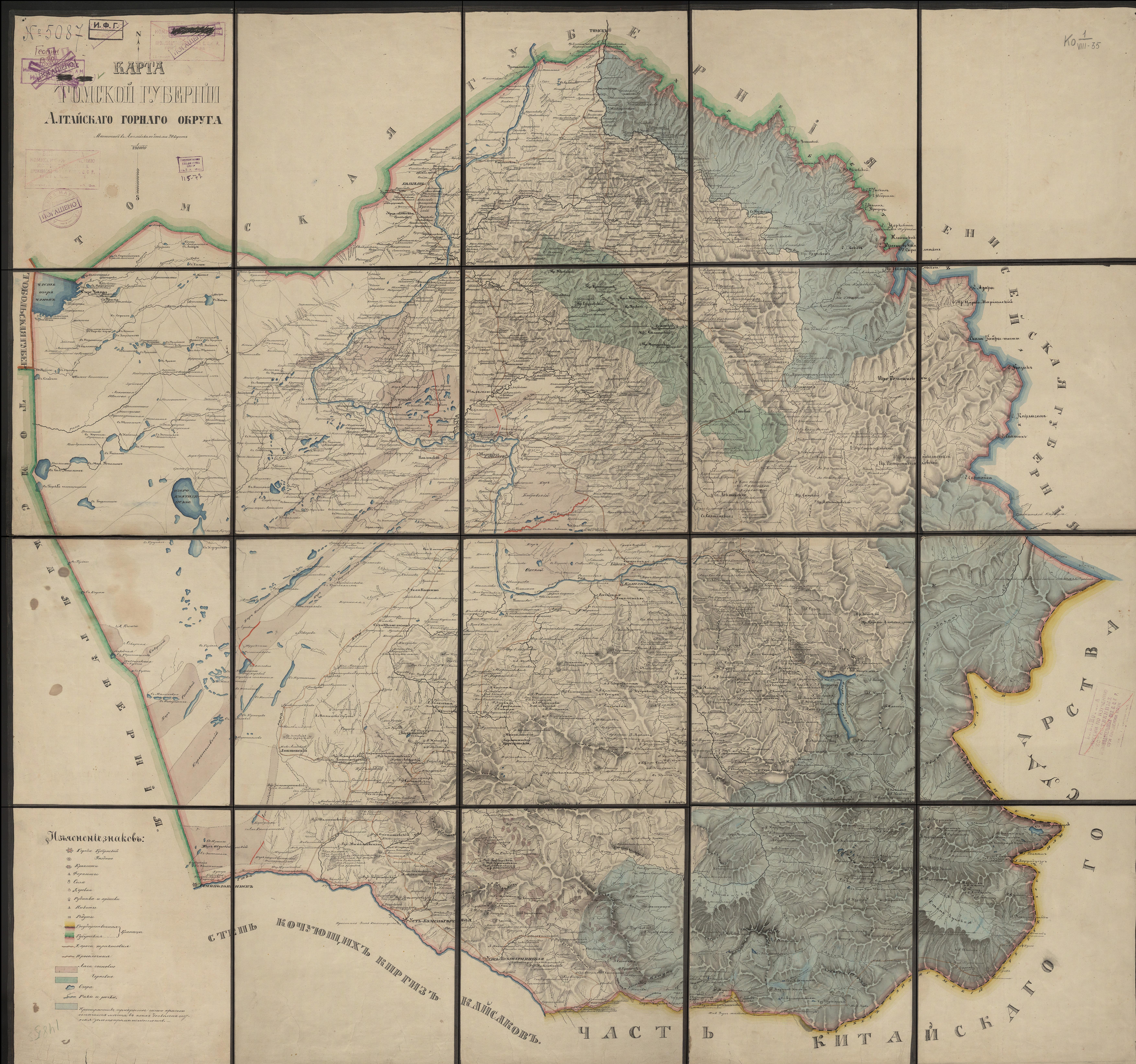
Карта Алтайского горного округа Томской губернии 1864 года.

До отмены крепостного права число жителей деревни (по сведениям 1859 года согласно списку населённых мест Томской губернии, где указано два названия: Боровое и Бахматова) составляло 494 человека (244 — мужчины и 250 — женщины), которые жили в 72 дворах. По разрешению епархиального управления от 1857 года была построена и к этому времени действовала православная Святотроицкая церковь После открытия церкви образовался Боровской приход и деревня Боровая (Бахматова) стала селом.

### После отмены крепостного права
После отмены крепостного права и особенно в конце XIX и начале XX веков жителями села становились переселенцы из западных губерний Российской империи. Переселение на территорию Алтайского горного округа было разрешено не сразу, а только с июля 1865 года, после замены барщины денежным оброком за пользование кабинетскими землями. Согласно учётным сведениям (по списку населённых мест Томской губернии, составленному в 1878—1882 годах) в селе Боровском (Бахматово) проживало всего 551 человек (255 мужчин и 296 женщин) в 114 дворах. В упомянутом списке Боровское характеризуется как село бывших заводских крестьян и приводится информация о церкви, хлебном магазине и питейном доме. На момент учёта населения в 1893 году число жителей почти удвоилось и составляло 981 человек (468 — мужчины, 513 — женщины), живших в 200 крестьянских и 6 некрестьянских дворах. В это время справочник также указывает два названия села: Боровское и Бахматова, по-прежнему относящегося к Касмалинской волости Барнаульского округа Томской губернии, а также фиксирует наличие в селе, кроме действующей православной церкви, двух ярмарок (с 1877 года) и питейного заведения.
По переписи 1899 года в селе, ставшем с 1897 года центром Боровской волости, Барнаульского уезда, Томской губернии проживало уже 2702 человека (1342 — мужчины, 1360 — женщины) в 373 крестьянских и 8 некрестьянских дворах. Расширился и набор местных учреждений. Теперь в Боровском кроме церкви, питейного заведения и двух семидневных ярмарок, находились также церковно-приходская школа, двухдневный базар, мануфактурная лавка и заседало волостное правление. В 1899 году в селе было открыто начальное училище (на 1 января 1900 года в нём училось 14 мальчиков и 3 девочки).
В ходе проведения столыпинской реформы приток переселенцев резко увеличил численность жителей Боровского, чему, вероятно, способствовал и статус села как волостного центра, по данным 1911 года в селе проживало 4602 человека (2329 — мужчины, 2273 — женщины) в 681 дворе. Фактически численность жителей села была ещё большей, так как в официальные статистические данные входило причисленное к Боровскому сельскому обществу население, наделённое землёй и непричисленное, также наделённое землёй решением землеустроительной комиссии, но не входили жители села, остававшиеся непричисленными и неподлежащими наделению землёй. Об этом свидетельствует акт предъявления посемейных именных списков сельскому сходу от 31 мая 1910 года за подписью производителя работ Землеустроительной партии Кабинета Его Величества в Алтайском округе и крестьянского начальника 6 участка Барнаульского уезда, где приводится общее число жителей только мужского пола 2973 человека. О росте численности населения говорят и данные епархиального управления: по Боровскому приходу в 1912—1913 годах насчитывалось 4902 прихожанина. Количество населения поддерживалось и высоким естественным приростом, так, по данным метрической книги Боровской Святотроицкой церкви в 1914 году зафиксировано 328 родившихся (162 — мужчины, 166 — женщины) и 179 умерших (94 — мужчины, 85 — женщины). Величина естественного прироста составила в тот год 149 человек. В селе продолжали действовать церковно-приходская школа и преобразованное в 1902 году в 2-классное, начальное училище (в котором на 1 января 1909 года обучались 129 мальчиков и 35 девочек). Кроме волостного правления, появилась резиденция крестьянского начальника. С 1906 года работало почтовое отделение. Ярмарки и базар сохранились; на Боровских ярмарках торговались как привозные товары — мануфактура, бакалея, скобяные изделия, чай, сахар, кожевенные товары, пиво, керосин, соль, земледельческие орудия, так и товары местного производства — масличные семена, рыба, масло сливочное, вывозившиеся, в свою очередь, на соседние ярмарки, а масло даже уходило на экспорт. Список питейных и торговых заведений сильно вырос, теперь в нём значились: казённая винная лавка, две мануфактурных лавки, одна мелочная и две пивных лавки, а также ренсковый погреб (погреб с продажей виноградных вин).

### Революции 1917 года и гражданская война
После февральской революции 1917 года, при всех изменениях административно-территориального деления, село Боровское оставалось волостным центром Барнаульского уезда, Томской губернии (с 17 июня 1917 года Алтайской губернии).
В 1917 году жители села вступили в сложный этап своей жизни: поначалу их коснулся период дележа власти между органами Временного правительства и образующимися Советами крестьянских депутатов, когда никак не решался земельный вопрос и предпринимались попытки правительства установить хлебную монополию, принудив крестьян к продаже хлеба по твёрдым ценам. После установления советской власти зимой 1917—1918 годов ситуация в селе не улучшилась, так как новая власть шла по пути насильственного изымания хлеба, используя учётно-реквизиционные отряды.
С началом гражданской войны с июня 1918 года, особенно в период военной диктатуры Колчака, жизнь села усложнилась в связи с ростом цен на промышленные товары, ужесточением налогового бремени, перспективой решения земельного вопроса не в пользу крестьян. Кроме этого, шла насильственная мобилизация — вначале молодёжи призывного возраста, а позднее крестьян старших возрастов — в колчаковскую армию. Все это приводило к стихийному сопротивлению, а затем к участию жителей села в организованном партизанском движении. Партизанский отряд, позднее реорганизованный в 1-й Алтайский полк под командованием жителя села Н. Н. Кожина, входил в состав партизанской армии Е. М. Мамонтова. Весь 1919 год шла партизанская война. Павшие тогда в боях партизаны были похоронены в центре села в братской могиле, сохранившейся до сих пор.
В декабре 1919 года — январе 1920 года в селе была установлена советская власть. Но уже через несколько месяцев (с марта-апреля 1920 года) партизанское сопротивление началось вновь и Боровская волость стала одним из эпицентров вооружённой борьбы с пришедшим коммунистическим режимом, борьбы, продолжавшейся до глубокой осени 1920 года. Многие недавние борцы против белого режима выступили с оружием в руках и лозунгом «За Советскую власть, но без коммунистов!». Крестьяне были недовольны ликвидацией выборных на местах Советов и насаждением «сверху» ревкомов. В Боровском и близлежащих сёлах проходила борьба партизанских отрядов Ф. Д. Плотникова, З. И. Зыкова, В. К. Чайникова. Это сопротивление было жестоко подавлено силами губернских чекистских формирований под командованием большевика М. И. Ворожцова (Анатолия) с помощью регулярных частей Красной армии.

### Двадцатые годы
С 1921 года на селе шли попытки властей создавать коммуны и товарищества по совместной обработке земли (ТОЗы). Так или иначе, крестьяне получили возможность в условиях мирного времени, после объявления новой экономической политики (НЭП), заниматься своим трудом. Именно на этот период приходится максимум численности населения в селе Боровском. С мая 1924 года по май 1925 года (до образования Сибирского края), после упразднения волостей и утверждения порайонного деления, село Боровское стало центром Боровского района Барнаульского уезда Алтайской губернии. По данным Всесоюзной переписи населения 1926 года в Боровском районе Барнаульского округа Сибирского края насчитывалось 18 населённых пунктов с общей численностью населения 24 040 человек, а в самом селе проживало 5710 человек при числе дворов — 1057. В селе имелись: школа первой ступени, школа-семилетка (до 1923 года — начальное 4-классное училище), изба-читальня, районная больница, агропункт, ветеринарный пункт, лавка общества потребителей, кредитное товарищество, ссудо-сберегательная касса, почтовое агентство.
Налаживалась реализация необходимых на селе промышленных и продовольственных товаров, через образующиеся кооперативные предприятия и госторговлю. В центре села, в 1928 году, был построен маслосырзавод, работавший потом более тридцати лет. Хотя, в условиях свободного товарооборота, гораздо успешнее развивалась частная мелкооптовая и розничная торговля при взаимном кредитовании, тем не менее уже к 1929—1930 годам свободная частная торговля сошла на нет из-за непомерного увеличения налогов для «частников», ужесточения по отношению к ним административных мер, развёртывания политических преследований со стороны режима. Среди жителей села появились так называемые «лишенцы» — люди, лишённые избирательного права, из числа «живших на нетрудовые доходы», торговцев, лиц использовавших наёмный труд, бывших служащих прежнего режима, священослужителей. 17 июня 1929 года, в связи с изменением административно-территориального деления, Боровской район был ликвидирован, а само село Боровское отошло к Алейскому району Барнаульского округа Сибирского края.

### Тридцатые годы

Святотроицкая церковь. Накануне сева в колхозе «Знамя труда»

После отмены НЭПа на селе начался процесс уничтожения крестьянства как такового — «раскулачивание» зажиточных, способных вести крестьянское хозяйство тружеников. Происходил насильственный отъём крестьянского имущества, вплоть до личных вещей, лишения жилья, понижение в правах с последующей высылкой на временное или постоянное местожительство в спецпоселения за пределы села, района, в Нарымский край или Туруханский край. Все это делалось под руководством многочисленных уполномоченных и местных партийных активистов. Началась коллективизация. За период с 1930 по 1933 год в Боровском было образовано несколько колхозов. К 1937 году их было пять — «Вперёд», «Знамя труда», имени Карла Маркса, имени Фрунзе, «20 лет Октября». Для поддержки колхозов техникой государство создавало МТС. Колхозы села Боровского обслуживала Моховская МТС.
В ходе коллективизации и после её завершения политические репрессии не прекращались: многие жители села, в эти годы, подвергались арестам, объявлялись «врагами народа» и по приговорам, как правило, не судов, а так называемых «троек» ОГПУ — НКВД получали по ст. 58 УК различные сроки заключения с конфискацией имущества или приговаривались к высшей мере наказания (ВМН) — расстрелу.
Перед войной был разрушен, закрытый со второй половины тридцатых годов, Святотроицкий храм. Кирпичи фундамента храма были разобраны жителями для собственных нужд, а деревянный сруб вывезен в село Парфёново. Судьба колоколов, иконостаса и церковной утвари остаётся неизвестной.
Школа-семилетка стала называться школой крестьянской молодёжи (ШКМ) и носила такое название до 1936 года, когда приобрела новый статус и стала Боровской средней школой.
Населения села стало количественно сокращаться, прежде всего вследствие оттока на новое местожительство — выходцами из Боровского были образованы посёлки: Чернышевка в 1939 году, Восход в 1931 году, а ещё раньше Ново-Петровский в 1924 году и Малиновский (село Малиновка) в 1923 году.
С 1930 года, после упразднения Барнаульского округа и разделения Сибирского края, село Боровское осталось в Алейском районе, но уже в Западно-Сибирском крае, а с 10 мая 1936 года стало относиться к вновь образованному Парфёновскому району Западно-Сибирского края. С сентября 1937 года административно-территориальная принадлежность села в очередной раз изменилась — Парфёновский район вошёл в состав образованного Алтайского края.

### Великая Отечественная война
С началом войны мужчины призывного возраста уходили на фронт. Всего было призвано 416 человек . Главной рабочей силой в селе оставались женщины. Активно использовался труд детей и людей преклонного возраста. Была отмобилизована из колхозов, бывшая на ходу, автомобильная и гусеничная техника и даже лошади. В качестве основной тягловой силы стали использовать крупный рогатый скот — хлеб на элеватор возили на быках, на них же пахали землю.

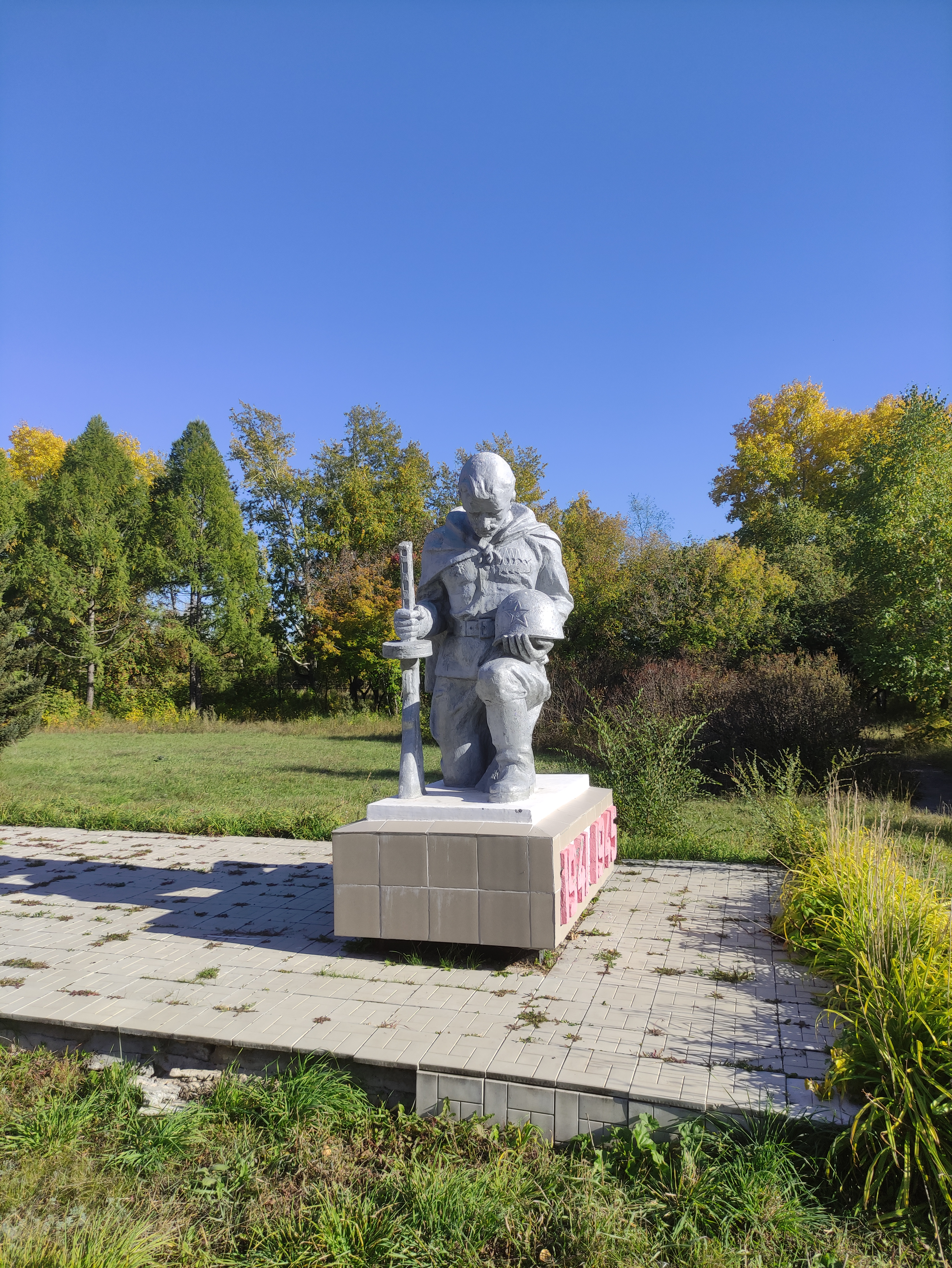
Памятник павшим в ходе Великой Отечественой войны. Мемориал в селе Боровское

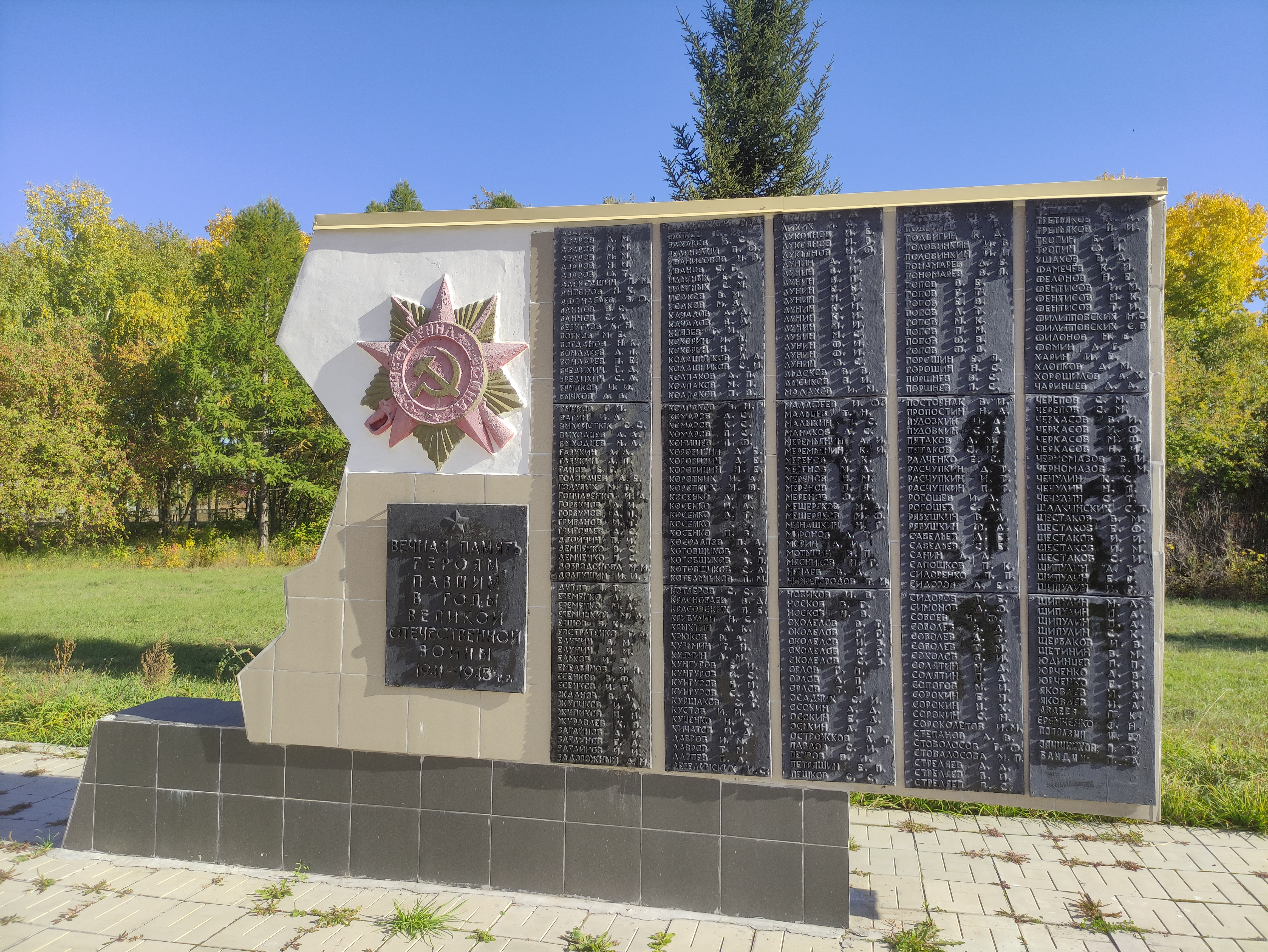
Список павших в ходе Великой Отечественой войны. Мемориал в селе Боровское

Осенью 1941 года в селе появились, насильно перемещённые в Сибирь, немцы из Поволжья, причём самые трудоспособные, прежде всего мужчины, уже зимой 1942 года были мобилизованы в принудительном порядке в так называемую трудармию.
В 1943 году образовался детский дом для эвакуированных детей из блокадного Ленинграда. Общее количество детей доходило до 240 человек. Прибывшие учителя работали в местной школе. Детдом просуществовал по 1947 год.

Старая школа

### После войны
По свидетельствам старожилов самыми голодными годами были 1946—1948 годы.
В 1951 году стала проводиться политика укрупнения колхозов. Пять существовавших в селе колхозов объединились в один колхоз имени Карла Маркса. Пока существовал колхоз, оплата труда исчислялась трудоднями, с обязательной выработкой минимума трудодней в год (не выработавшие минимум колхозники преследовались административно или привлекались к уголовной ответственности). До 1959 года колхозники села денег за свой труд не получали.
Летом 1952 года случился большой пожар в Барнаульском ленточном бору. Особенно пострадала часть бора, прилегающая к селу и озеру Бахматовскому. В первый год после пожара шла заготовка горелой древесины, а в последующие годы проводились неоднократные искусственные посадки саженцев сосны.
В 1954 году с началом освоения целины в Боровское приехали 20 человек — целинников.

Промтоварный магазин

В первой половине 50-х в дома жителей села на смену керосиновой лампе пришла «лампочка Ильича». Устанавливались радиоточки проводного радио.
В апреле 1957 года на базе Моховской МТС и ряда близлежащих колхозов был образован совхоз «Моховской», его центральная усадьба располагалась в селе Боровском.
На южной окраине села заложен совхозный сад с преимущественно ягодными культурами, обрамлённый тополиными аллеями (сохранившимися до сих пор).

### Шестидесятые годы

Продовольственный магазин

В феврале 1962 года начался процесс «разукрупнения» и из совхоза «Моховской» выделился в самостоятельный совхоз «Боровской». В эти годы шло активное строительство объектов сельхозпроизводства с серьёзными капиталовложениями. На юго-западе села были построены большие зерносклады. В 1962 году — машинно-тракторная мастерская (МТМ). В восточной части села, на высоком берегу местной речки, строились типовые корпуса молочно-товарной фермы. Вышла на проектную мощность, возведённая на берегу озера Среднего, птицефабрика (по выращиванию уток, затем перепрофилированная на выращивания бройлеров и кур-несушек и ещё позднее — на откорм молодняка крупного рогатого скота), которая, без должного учёта кормовой базы и географического положения, из-за ошибок в определении специализации не стала рентабельным производством и позднее была ликвидирована.
По статистическим данным 1965 года в селе проживало 2662 человека в 696 дворах. Разрешённый размер приусадебного участка и количество скота и птицы, которое позволялось содержать в личном подсобном хозяйстве, давали основу доходов сельской семьи. В эти годы в село стали завозить уголь, первоначально для отопления общественных зданий, а затем и для всех желающих домовладельцев. Это позволило многим жителям, использовавшим ранее в качестве топлива дрова или даже кизяк, перейти к водяному отоплению.

Совхозный детский сад

В конце 60-х годов в селе начался настоящий бум жилищного строительства и строительства объектов социальной направленности. К уже построенным ранее, в разных частях села, двухквартирным домам присоединилась целая улица кирпичных двухэтажных домов, прозванных «восьмиквартирными». В этом же районе села появилась новая двухэтажная участковая больница, имевшая хорошее техническое оснащение. В самом центре села принимал детей детский сад. Было построено большое здание новой пекарни с магазином и лимонадным цехом.

Хлебопекарня и магазин

 Старое здание бывшей пекарни после ремонта было приспособлено под общественную баню, ставшую на несколько лет, своего рода, клубом общения жителей большого села.
Начато строительство и в конце декабря 1970 года сдано в эксплуатацию здание современной школы, со спортивным залом, на 480 учащихся. Это позволило окончательно отказаться от существовавших филиалов школы. В новом здании обучались 584 ученика (278 мальчиков и 306 девочек). Каждый год школа имела два выпускных класса с количеством 25—30 человек в каждом классе. На протяжении нескольких десятилетий выходцы из соседнего села Урлапова, закончившие свою «восьмилетку», переезжали в Боровское и, как правило, снимая жильё, учились в средней школе до получения аттестата зрелости. Точно также учениками Боровской школы становились, оканчивая свою восьмилетнюю школу (позднее только начальную) дети из села Серебренникова. Для таких учащихся на территории старой школы существовал интернат.
В связи с очередным изменением административно-территориального деления 1 февраля 1963 года, когда был ликвидирован Парфёновский район, село Боровское вновь отошло к Алейскому району Алтайского края.

### Годы «застоя»
Начавшись в предыдущие годы, набирало обороты частное жилищное строительство — люди активно строили заново или расширяли существующее жильё. На центральной улице увеличилось количество магазинов, причём специализированных — помимо продуктового, работали книжный магазин, обувной, выделился хозяйственный магазин, в новом здании осуществлялась торговля промтоварами — впрочем, ассортимент товаров, их количество и качество не удовлетворяло возрастающие потребности селян. Работал Дом быта, где оказывались услуги населению по пошиву одежды, имелась парикмахерская, принимались заказы на ремонт бытовой техники. Совхозная столовая переехала в просторное здание бывшего маслосырзавода, отремонтированное, первоначально, под недолго существовавший Дом молодёжи с гимнастическим залом. Сельский клуб по-прежнему размещался в здании бывшего кредитного товарищества; несколько раз в неделю в дневное время шли киносеансы для детей, а в вечернее — для взрослых и теперь уже на киноустановке с широким экраном. На улицах села стали появляться мопеды и мотоциклы, а чуть позже легковые автомобили. В начале семидесятых в домах появились первые телевизоры, холодильники, стиральные машины. На смену керосинке и керогазу, на которых готовили еду в тёплое время года, пришли газовые плиты; в селе была создана служба доставки газовых баллонов. Во второй половине семидесятых проходила телефонизация села — желающим домохозяевам, за их счёт, установили стационарные телефоны. Несколько лет работала детская музыкальная школа.
В доходах жителей села происходило постепенное увеличение доли реальной заработной платы, в денежном выражении.
Тем не менее, на фоне несомненного улучшения материального благосостояния, наблюдалось сокращение рождаемости и усиливался отток молодёжи в город. Эти процессы неблагоприятно влияли на возрастную структуру населения села и его общую численность. По данным статистики в 1970 году проживало 2183 человека в 624 дворах, а уже в 1981 году 1661 человек в 595 дворах. В 1981 году 651 человек работали в совхозе
В эти годы был построен водопровод, ставший серьёзной альтернативой колодезному водоснабжению, причём появление водоразборных колонок на улицах дополнялось, для желающих домохозяев, подведением водопровода непосредственно в жилые дома. Первоначально строительство сельского водопровода было ориентировано на использование воды из Чарышского группового водопровода.
В начале ноября 1979 года был торжественно открыт новый объединённый мемориал односельчанам, павшим в Гражданской и Великой Отечественной войнах, на отдельных стелах, которого, нанесены фамилии погибших в алфавитном порядке. Мемориал был возведён на месте, где стояла сельская церковь.

Мемориал павшим

Было закончено строительство автомобильной дороги (Р371 Алейск—Павлодар) с асфальтовым покрытием на участке Алейск—Боровское, что позволило сделать автобусное сообщение с райцентром не просто ежедневным, а довести количество рейсов вначале до двух, а позднее и трёх в день. Несколько позже жители села получили возможность прямого сообщения с краевым центром — был открыт автобусный маршрут Мамонтово—Барнаул.

### Время перестройки
Как и в предыдущие годы, продолжилось сокращение численности населения, так, по данным 1988 года в селе проживало 1414 человек в 556 дворах. В этом же году в средней школе обучалось всего 204 ученика. Большинство трудоспособного населения трудилось в совхозе «Боровской» — в 1989 году, например, оно составляло 573 человека. В северо-восточной части села была построена котельная, проведены теплотрассы к объектам социального назначения, получившим, таким образом, централизованное отопление. Ещё одним существенным фактом благоустройства явилось асфальтирование нескольких центральных улиц (хотя в планах руководства совхоза было строительство асфальтированных дорог по большинству улиц); выполненное с надлежащим качеством, оно позволило выгодно преобразить облик Боровского на долгие годы. В совхозе было налажено производство красного кирпича из местного сырья. Небольшой завод недолго существовал на юго-западной окраине села.
«Первым звонком» к будущим переменам в жизни села, к появлению частного сектора экономики, явилось принятие государством закона об индивидуальной трудовой деятельности.

### 1990-е годы
В эти годы ещё резче обозначилось снижение численности населения села вследствие падения рождаемости. Сокращалась средняя продолжительность жизни. Очень значимой причиной сокращения населения явился отъезд односельчан-немцев на постоянное жительство в Германию.Это стало происходить после упрощений выезда из страны в 1986 году, после принятия закона СССР о въезде и выезде 1991 года и последующих, уже российских законодательных актов. За эти годы количество немцев, проживающих в селе, значительно сократилось.
В соответствии с новым законодательством произошла реорганизация, и совхоз «Боровской» с 1993 года стал называться ТОО «Боровское».
В процессе реорганизации произошла приватизация земель, закреплённых за хозяйством. Затем земля была бесплатно передана в коллективную собственность с определением земельных долей теперь уже бывших работников совхоза, в том числе ушедших на пенсию, а также людей, занятых в социальной сфере села, с выдачей свидетельств на право собственности на землю, с определением площади земельной доли (пая) без выделения в натуре.
В селе появились первые фермерские хозяйства. К площадям собственных земельных паёв фермеры присоединяли земли, взятые в аренду у односельчан. Образование крестьянско-фермерских хозяйств не стало массовым явлением — большинство селян продолжало «держаться» коллективного хозяйства. В хозяйстве же (ТОО) зарплата стала выплачиваться нерегулярно, да и в реальном исчислении, после «шоковой терапии» государства, она перестала играть основную роль в структуре доходов сельских семей. Возрастало значение личного подсобного хозяйства.
С принятием закона об ООО ТОО «Боровское» было реорганизовано в сельскохозяйственный производственный кооператив (СПК) «Боровской».
В новых экономических условиях, которые стали называться рыночными, коллективное хозяйство, лишившись привычной «сдачи хлеба государству», пыталось найти новые ориентиры. Нарастали проблемы сбыта сельскохозяйственной продукции и особенно животноводческой, не хватало оборотных средств, существовал диспаритет между ценами на потребляемые горюче-смазочные материалы (ГСМ), запасные части к сельхозтехнике, удобрения, электроэнергию и ценами на молоко, мясо, продукцию растениеводства. Необходимость в товарном и банковском кредитах с последующей невозможностью их погашения в срок, увеличение прочих долговых обязательств при нулевой рентабельности вели к сокращению производства, уменьшению количества занятых работников. Все это создавало угрозу банкротства предприятия.

Центральная улица села

### 2000-е годы
В первое десятилетие нового века количество жителей в селе продолжало сокращаться вследствие естественной убыли населения — количество умерших по-прежнему превышало количество родившихся. Снижалось количество трудоспособного населения. Так, на 2010 год число занятых в сельскохозяйственном производстве, предприятиях и организациях бюджетной сферы, торговли, бытовых услуг составляло 131 человек. А количество пенсионеров, в том числе инвалидов на этот же период составляло 387 человек.
СПК «Боровской» по сути прекратил хозяйственную деятельность; некоторые производственные объекты разбирались на стройматериалы и вывозились в уплату долгов перед различными кредиторами, другие, неликвидные, были просто брошены и разрушались, отдельные, оставшись целыми, перешли к новым собственникам.
В этот период в селе работали 20 крестьянских (фермерских) хозяйств (КФХ) и только одно из них занималось производством животноводческой продукции, все остальные имели растениеводческую специализацию. В общем объёме сельскохозяйственного производства в селе значительный вклад вносили личные подсобные хозяйства (ЛПХ), которых на 2010 год насчитывалось 497. Именно в эти годы в село пришла сотовая связь и интернет. Фонд сельской библиотеки насчитывал 17,5 тысяч экземпляров.

## Современная жизнь

### Местное самоуправление
Согласно действующему законодательству и уставу муниципального образования представительный орган власти муниципального образования состоит из 10 депутатов, избираемых населением сроком на 5 лет. Из числа депутатов избран глава сельсовета.
Полномочиями исполнительной власти наделён глава администрации сельсовета. В настоящее время главой местной администрации является Светлана Витальевна Колышкина.

### Архитектура села
В селе существуют 11 улиц (Береговая, Кирова, Кожина, Верхняя Бурановка, Нижняя Бурановка, Заречная, Нагорная, Новая, Песчаная, Садовая, Степная) и 6 переулков (Центральный, Приозёрный, Почтовый, Парковый, Лесной, Дорожный). С давних времён сохранились неофициальные названия районов села, сегодня не всеми употребляемые: Сибирщина, Хохлатчина, Бурановка (Верхняя и Нижняя), Такмушка, Гусиновка, Косиловка, Чеховка. К этим районам также относились улицы и переулки, уже исчезнувшие к настоящему времени, вследствие сокращения населения с 30-х годов XX века; так, например, старожилы свидетельствуют о былом существовании жилых построек к западу и юго-западу от современных границ села, вдоль берегов озера Среднего.
Строительство жилья первых поселенцев шло от берегов Бахматовского озера и первая улица повторяла геометрию береговой линии. Последующие архитектурно-планировочные решения по размещению улиц и переулков были более строгими. По воспоминаниям старожилов, ещё в конце XIX — начале XX веков прибывающие переселенцы рубили избы из сосен, росших тут же, в границах села. Была деревянной и церковь в центре села, и строившиеся позже магазины, школы, здание волостного правления, дома зажиточных крестьян, рубившиеся иногда двухэтажными. Крыши тогда, чаще всего, были тесовыми. В советское время жильё строили не только бревенчатое — применялся саман, возводили шлаколитые строения, деревянные срубы обкладывали кирпичом. Совхозное жильё чаще строилось из силикатного кирпича, бетонных блоков и панелей. В качестве кровельного материала использовался рубероид, волнистый шифер, кровельное железо. В настоящее время, наряду с традиционными, применяются новые материалы: стены возводят из пеноблоков с последующей обшивкой сайдингом, крыши кроются металлическим профнастилом, металлочерепицей.

Боровской клуб

Сохранилось несколько деревянных домов дореволюционной постройки в разных частях села. Мало кто помнит о ветряных мельницах, возвышавшихся над селом ещё в тридцатые и сороковые годы, и о паровой мельнице, стоявшей на берегу Верхнего займища. Безвозвратно утрачены здание старой школы, здание волостного правления (в нём же позднее размещались райисполком, больница, школа, сельский совет), здания торговых и складских помещений в центре. Многие объекты производственного и социально-бытового назначения, построенные за советский период, оказались брошенными и сейчас частично или полностью разрушены: пекарня, машино-тракторная мастерская, автомобильный гараж, старый детский сад, котельная, корпуса молочно-товарной фермы. Постепенно разрушается микрорайон «восьмиквартирных» домов, за исключением одного дома, капитально отремонтированного по инициативе местной власти, за счёт средств краевой программы. Украшением села является здание бывшей совхозной конторы, после внутренней реконструкции с сохранением исторического внешнего облика, ставшее детским садом. Архитектурными достопримечательностями (требующими ремонта) являются сохранившиеся кирпичные здания старой постройки: Дома культуры (бывший клуб), построенное в начале XX века кредитным товариществом, здание маслосырзавода, ставшее столовой, здание кафе, длительное время бывшее продовольственным магазином.

### Хозяйственная деятельность жителей
Сельскохозяйственным производством, с преимущественно растениеводческой специализацией, заняты местные предприниматели, зарегистрировавшие крестьянско-фермерские хозяйства (КФХ): И. Н. Андриевский, В. Э. Гензе, В. А. Дыль, Н. В. Перлов, А. Х. Салахов, В. П. Шевченко. В разных частях села фермеры создают свои производственные базы, в которых предусматривается хранение и ремонт техники, складские помещения, зернохранилища. Большинство жителей в своих подсобных хозяйствах выращивают крупный рогатый скот, свиней, редко — овец, домашнюю птицу — кур, уток, гусей и не только для своего потребления, но и на продажу. На своих приусадебных участках занимаются огородничеством, выращивают традиционные культуры: картофель, лук, помидоры, огурцы, морковь, свеклу, подсолнечник, бахчевые. Некоторыми жителями выращиваются плодово-ягодные культуры: яблоня, вишня, крыжовник, смородина, малина.
Многие крестьянские ремёсла, дававшие дополнительный доход сельской семье, утратили своё былое значение, а некоторые занятия стали достоянием истории.
Прилегающая к селу часть Барнаульского ленточного бора находится под управлением двух лесничеств (Новичихинского и Ребрихинского) Алтайского управления лесами Рослесхоза и хозяйственном использовании арендатором из соседнего Мамонтовского района — ООО «Мамонтово лес» (Костино-Логовской участок), входящем в лесную холдинговую компанию «Алтайлес». Берёзово-осиновые колки, окружающие село, относятся к ведению Шипуновского лесничества. Жители в окружающих село лесах собирают грибы и ягоды — клубнику, боярышник, калину, черёмуху.
Хозяйственной деятельности в акватории Бахматовского озера не ведётся.
Озеро находится в федеральной собственности и какое-либо использование его водных ресурсов или изменение водоёма возможно только с разрешения уполномоченного государственного органа.
В сезон охоты местные любители имеют возможность поохотиться прежде всего на водоплавающую дичь.
В отличие от прошлых лет, не ведётся и промышленное рыболовство. Использование водных биоресурсов озера также находится в ведении федерального органа власти. Традиционное занятие многих жителей села — рыбная ловля, в рамках установленного закона.

### Социально-бытовые услуги
Подачу электроэнергии для жителей, всех учреждений и предприятий села осуществляет Алейский РЭС филиала ОАО «МРСК Сибири» — «Алтайэнерго».
Муниципальное унитарное предприятие «Боровское» имеет в хозяйственном ведении котельные, отапливающие школу и больницу. Оно же эксплуатирует артезианскую скважину, снабжая село водой через существующий водопровод.
Работает краевое государственное бюджетное учреждение здравоохранения (КГБУЗ) «Боровская участковая больница», одно из немногих в районе стационарных лечебных учреждений. Имеется также отделение связи «Почта России», аптечный пункт Алейского ОАО «Фармация», филиал Сбербанка. Розничная торговля представлена двумя магазинами потребительского общества «Алейторг» и магазинами местных частных предпринимателей.

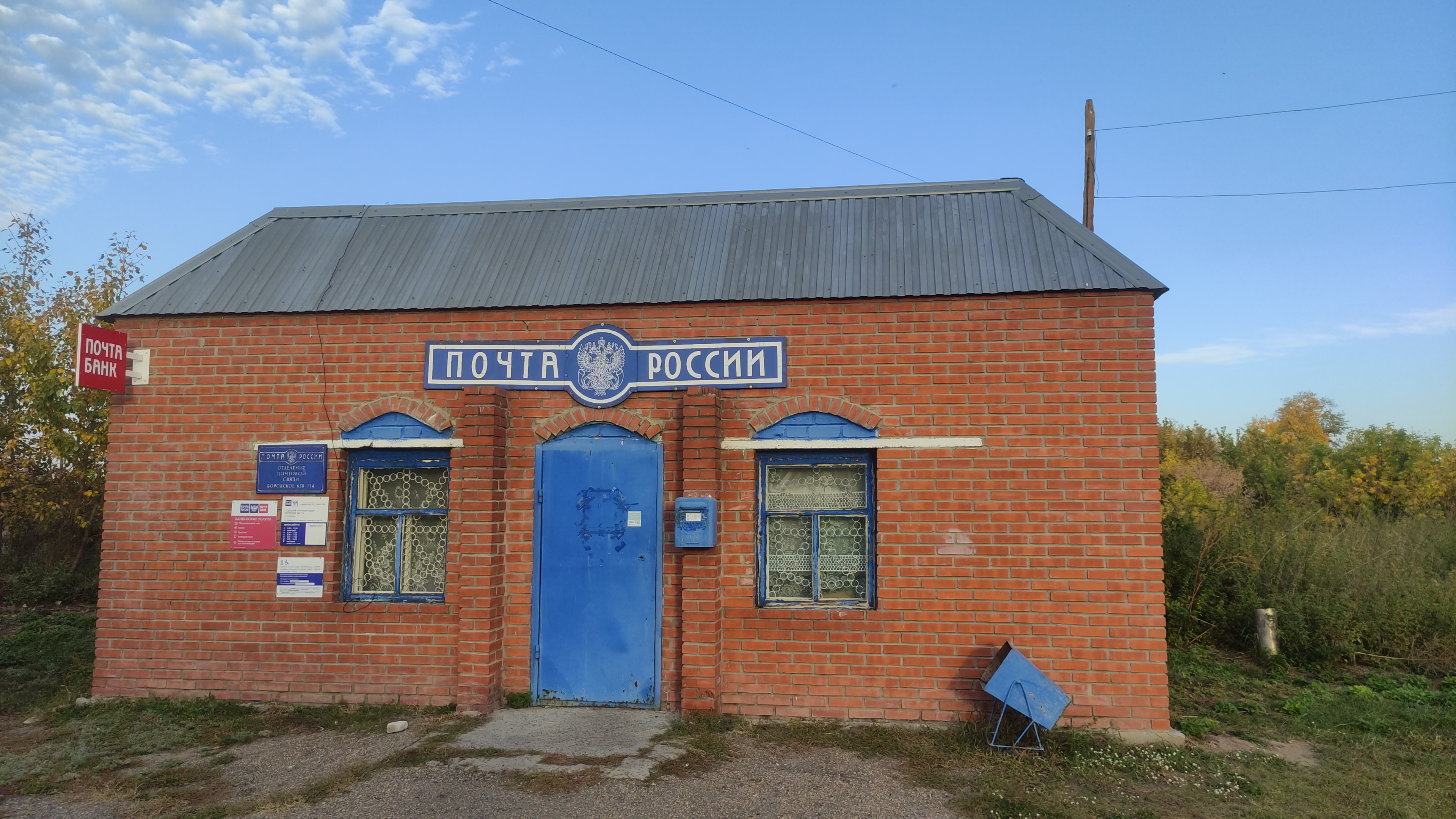
Здание почты в селе Боровское

Услуги проводной телефонной связи предоставляются Алтайским филиалом ОАО «Ростелеком». На территории села можно пользоваться услугами сотовой связи только двух операторов: Билайн и Мегафон. Интернет доступен как через стационарную телефонию, так и через USB-модемы сотовых операторов, но возможности для высокоскоростного приёма/передачи отсутствуют. Растёт число спутниковых «тарелок» у домов селян, что говорит о предпочтении спутникового телевидения перед эфирным.
Правопорядок в селе контролируется участковым уполномоченным полиции, закреплённым за территорией Боровского сельсовета. Организована работа местной пожарной части краевого казённого управления «УГОЧС и ПБ в Алтайском крае».
Транспортное сообщение с райцентром ежедневно осуществляется микроавтобусом местного частного предпринимателя; до Алейска также можно доехать на проходящем через село автобусе маршрута Мамонтово — Алейск, до краевого центра — на автобусе Покровка — Барнаул. У въезда в село со стороны райцентра расположена коммерческая АЗС.
В северо-восточной части села находится огороженное кладбище. По свидетельствам старожилов его расположение никогда не менялось за всю историю села.

### Образование, культура, отдых
Находящееся на бюджетном финансировании муниципальное бюджетное образовательное учреждение (МБОУ) «Боровская средняя общеобразовательная школа» с количеством учащихся на сентябрь 2011 года — 114 человек (59 мальчиков и 55 девочек), перешагнув свой вековой юбилей, по-прежнему даёт начальное и среднее образование молодым жителям. В школе работает музей истории села, начинавшийся ленинской комнатой открытой к дню 100-летия В. И. Ленина в конторе совхоза. Известен за пределами села и района школьный дендрарий.
Муниципальное бюджетное дошкольное образовательное учреждение (МБДОУ) «Боровской детсад» (40 детей), расположившийся в обновлённом здании, снял проблему дошкольного содержания детей для всех желающих родителей.
Все традиционные праздники в селе (Новый год, Масленица, День Победы, День России и другие) организуются и проводятся силами поселенческого муниципального учреждения культуры «Боровской культурно-досуговый центр» (Дом культуры, сельская библиотека).
Жители, относящие себя к православным верующим, посещают храм в городе Алейске. Территориально село относится к Алейскому благочинию Барнаульской и Алтайской епархии Русской православной церкви. Своей церкви или часовни Боровское не имеет более семидесяти лет.
Самыми популярными видами спорта у сельской молодёжи являются футбол и волейбол. На базе средней школы работает филиал Алейской районной детско-юношеской спортивной школы (ДЮСШ) по волейболу.

## Население
| 1859  | 1882  | 1893  | 1899  | 1911  | 1926  | 1965  | 1970  | 1981  |
| ----- | ----- | ----- | ----- | ----- | ----- | ----- | ----- | ----- |
| 494   | ↗551  | ↗981  | ↗2702 | ↗4602 | ↗5710 | ↘2662 | ↘2183 | ↘1661 |
| 1988  | 1997  | 1998  | 1999  | 2000  | 2001  | 2002  | 2003  | 2004  |
| ↘1414 | ↗1463 | ↗1491 | ↘1453 | ↗1468 | ↘1396 | ↘1338 | ↘1324 | ↘1284 |
| 2005  | 2006  | 2007  | 2008  | 2009  | 2010  | 2011  | 2012  | 2013  |
| ↘1211 | ↘1159 | ↘1124 | ↘1091 | ↗1121 | ↘1040 | ↗1042 | ↘998  | ↘992  |

## Известные люди села
- Александр Валерьянович Аверин (22.03.1966 — 05.04.1985) — кавалер ордена Красной Звезды (посмертно), рядовой, участник войны в Афганистане[53].
- Иван Васильевич Выходцев (03.09.1893 — 31.03.1971) — учёный-биолог, академик Академии наук Киргизской ССР[54].
- Артемий Ильич Ершов (1887 — 21.06.1943) — писатель.
- Сергей Васильевич Есенков (07.10.1929 — 31.12.2008) — учёный, испытатель ракетно-космических систем, Герой Социалистического Труда[55].
- Никита Николаевич Кожин (1885—1931) — георгиевский кавалер, командир полка партизанской армии в Гражданскую войну[56].
- Евдокия Андреевна Меринова (14.08.1912 — 1975) — трактористка, Герой Социалистического Труда, депутат Верховного Совета СССР.
- Павел Антонович Нестеренко (15.07.1912 — 06.05.1981) — Герой Советского Союза.
- Иван Фёдорович Попов (08.08.1929 — 23.12.2014) — кавалер ордена Ленина, Почётный гражданин Алейского района Алтайского края.
- Фёдор Степанович Тихонов, (1873 — ?)[57]— делегат Первого Всероссийского Съезда Советов крестьянских депутатов от Томской губернии[58].